# Fujifilm X20

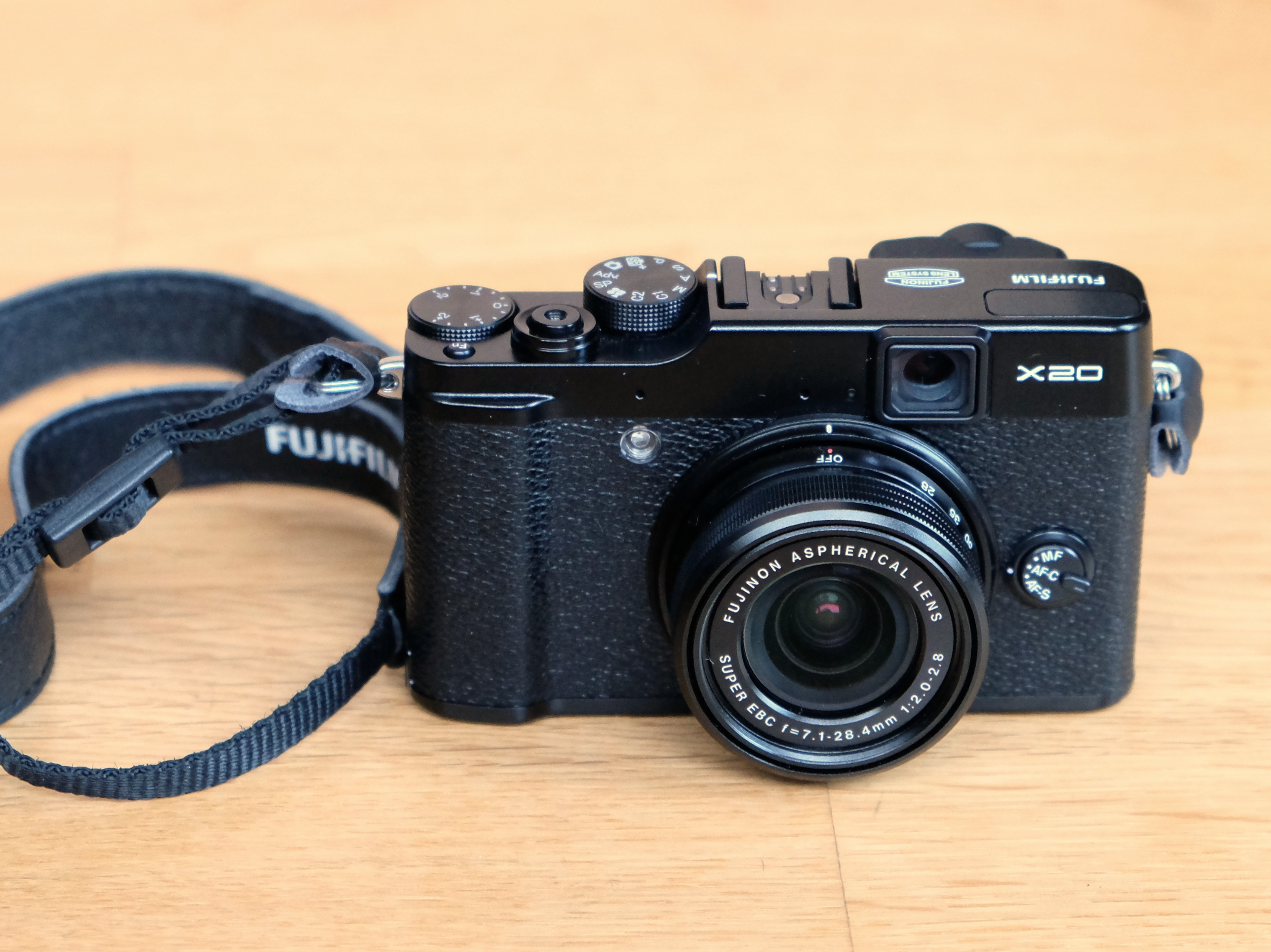
Fujifilm X20

Die Fujifilm X20 ist eine Kompaktkamera der X-Serie, die von Fujifilm in Japan hergestellt wird.
Sie ist der Nachfolger der Fujifilm X10, mit der sie das Objektiv gemeinsam hat.

## Merkmale
- Auflösung: Fujifilm-X-Trans-Sensor mit 12 Megapixel
- Hybrid-Autofokus, verwendet je nach Situation einen Phasen- oder einen Kontrast-Autofokus[2]

## Videoaufnahme
Mit der X20 ist Videoaufnahme in 1080p möglich, bei 60 Frames pro Sekunde. Das sind doppelt so viele Frames wie beim Vorgänger.

## Farbvarianten
Die X20 gibt es in den Farbvarianten Schwarz und Silber/Schwarz.

## Nachfolger
Seit August 2014 gibt es den Nachfolger Fujifilm X30 mit elektronischem Sucher.